# فضائل القرآن (النسائي)
فضائل القرآن هو كتاب في فضائل القرآن الكريم من تأليف أحمد بن علي بن شعيب بن علي بن سنان بن بحر أبو عبد الرحمن النسائي، ومحتواه أنه لأجل رصد فضائل القرآن الكريم، فقد ذكر المؤلف فيه موضوعات تخص القرآن الكريم، ويمكن أن نعتبر كتابه قسمين، القسم الأول اختص بذكر موضوعات تتعلق بعلوم القرآن، ومن ذلك: نزول القرآن، وعرض جبريل القرآن، وذكر قراءة القرآن، وكتابة القرآن، والقسم الثاني يتعلق بذكر فضائل السور والآيات، وذكر فضل الفاتحة، وآية الكرسي، والكهف، والزلزلة، والمعوذتين. وقد ذكر في كتابه (126) حديثا.
والكتاب تناول لب القضايا الكبرى التي تتعلق بتاريخ النص القرآني، وكيفية نزوله، ومدة النزول، وجمعه وكتابته، وذكر أبرز وأهم ما صح في فضائل السور والآيات، واستعرض الأبواب التي تتعلق بموقف المسلم حيال النص القرآني، وقد خلا الكتاب من الأحاديث الموضوعة والضعيفة.

## منهج المؤلف في الكتاب
- انتهج المؤلف نهج المحدثين، فجعل كتابه على نهج صنيع المحدثين، فيبوب وينقل الروايات في كل باب.
- ذكر النسائي في كتابه الآخر «السنن» بابا تحت عنوان: «جامع ما جاء في القرآن» وفيه روايات مكررة من هذا الكتاب.[2]

## موضوعات الكتاب
ذكر المؤلف في كتابه موضوعات مختلفة عن القرآن الكريم، وهي:
1. ثواب القرآن.
2. كيف نزول القرآن.
3. باب نزول القرآن.
4. على كم نزل القرآن؟
5. باب كيف نزل القرآن؟
6. باب بلسان من نزل القرآن؟
7. باب كم بين نزول القرآن وبين آخره؟
8. باب عرض جبريل القرآن.
9. باب ذكر كاتب الوحي.
10. ذكر قراء القرآن.
11. باب جمع القرآن.
12. باب سورة كذا، سورة كذا.
13. كتابة القرآن
14. فاتحة الكتاب.
15. فضل بعض السور
16. الأمر بتعلم القرآن والعمل به.
17. فضل من تعلم القرآن.
18. الأمر باستذكار القرآن.
19. مثل صاحب القرآن.
20. نسيان القرآن.
21. من استعجم القرآن على لسانه.
22. الماهر بالقرآن.
23. المتعتع في القرآن.
24. التغني بالقرآن.
25. تزيين الصوت بالقرآن.
26. حسن الصوت بالقرآن.
27. الترجيع.
28. الترتيل.
29. تحبير القرآن.
30. مد الصوت.
31. باب متفرقات.

## ميزات الكتاب
- تناول لب القضايا الكبرى التي تتعلق بتاريخ النص القرآني، وكيفية نزوله، ومدة النزول، وجمعه وكتابته.
- ذكر أبرز وأهم ما صح في فضائل السور والآيات.
- استعرض الأبواب التي تتعلق بموقف المسلم حيال النص القرآني.
- خلو الكتاب من الأحاديث الموضوعة والضعيفة.
- احتوى الكتاب على أحاديث غير موجودة في الكتب الستة.[1]

## طبعات وتحقيقات الكتاب
طبعة مكتبة دار إحياء العلوم، ودار الثقافة، تحقيق: د. فاروق حمادة، الطبعة الثانية 1413هـ.